# 会川镇
会川镇，是中华人民共和国甘肃省定西市渭源县下辖的一个乡镇级行政单位。

## 行政区划
会川镇下辖以下地区：
会川镇社区、罗家磨村、沈家滩村、本庙村、新城村、上集村、南沟村、西关村、东关村、醋那村、河里庄村、常家湾村、王家咀村、李家崖村、大庄村、梁家坡村、杨庄村、哈地窝村、半阴坡村、棉柳坪村、元寺滩村、干乍村和和平村。